# Paço Episcopal de Faro
O Paço Episcopal de Faro, igualmente conhecido Palácio Episcopal de Faro, é um edíficio histórico na cidade de Faro, na região do Algarve, em Portugal. Funciona como sede da Diocese do Algarve.

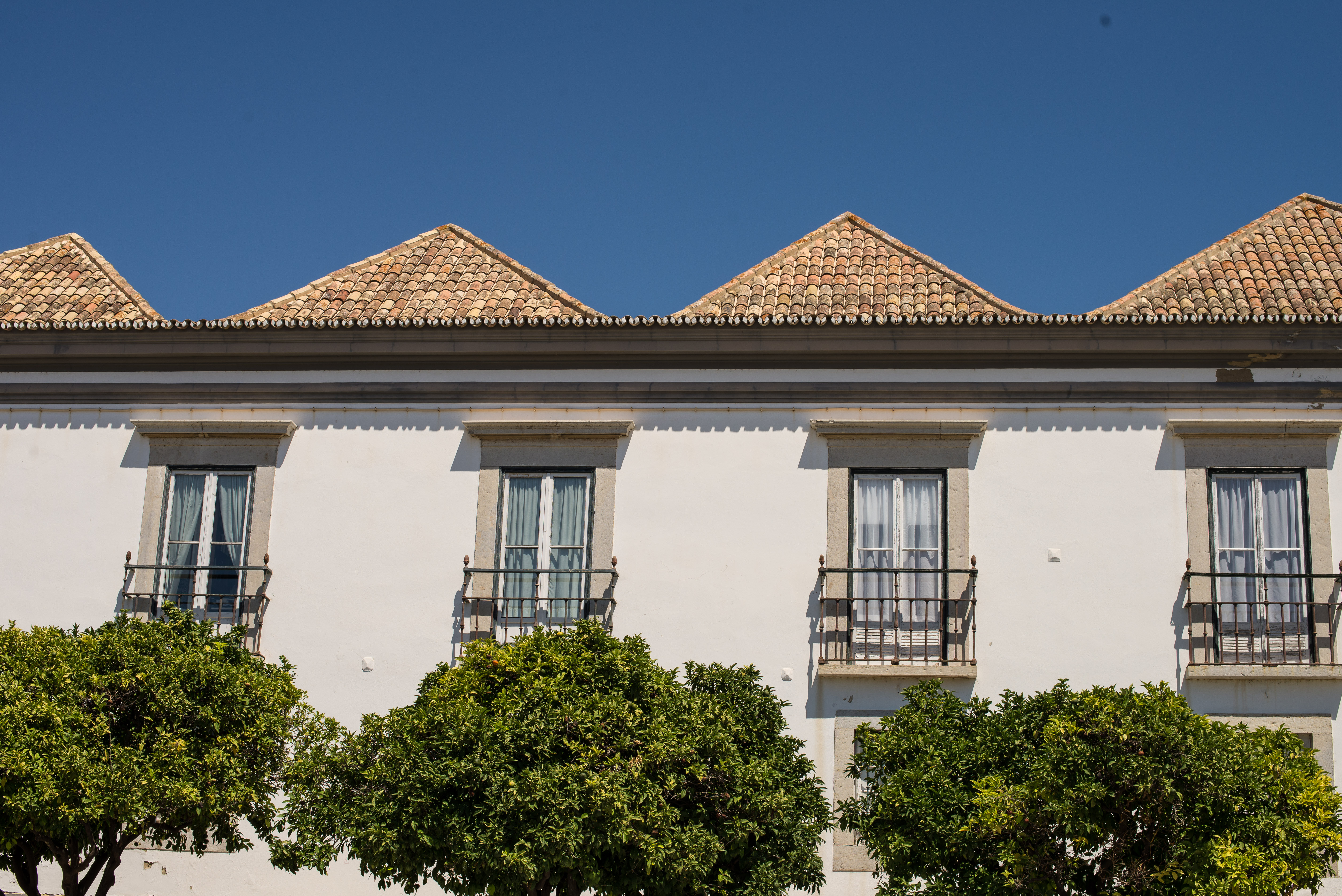
Pormenor do piso superior e da cobertura, mostrando as janelas de sacada e os telhados em tesoura.

## Descrição e história
O Paço Episcopal de Faro está situado no Largo da Sé, no centro histórico de Faro, e nas imediações da Sé de Faro. Foi construído para servir de residência oficial ao Bispo do Algarve, além de funcionar como um colégio para a formação de padres.
É considerado um exemplar notório de uma casa urbana senhorial, sendo de destacar a forma dos seus múltiplos telhados, em tesoura. O edifício é considerado um dos mais importantes exemplos do Chão no Algarve. Tem uma planta longitudinal, com dois pisos, sendo a fachada principal de forma rectilínea, aberta por janelas de sacada arquitravadas, com guardas em metal. O portal principal, com uma janela no topo, é de traça Rococó. No interior, destacam-se os azulejos do século XVIII, que forram o átrio, a escadaria para o piso superior, e as salas de aparato, e que são considerados como o principal conjunto de azulejaria no estilo Rocaille na região, e um exemplo notável do elevado nível de qualidade a que chegou a azulejaria portuguesa durante aquele período, que foi de grande prosperidade devido aos fundos oriundos do Brasil. Representam cenas religiosas, em alusão à função espiritual do edifício. É igualmente de realçar o mobiliário na biblioteca, principalmente as estantes do período barroco, decoradas com entalhes e motivos chinoiserie.
Foi construído em 1585, quando a sede de bispado foi mudada de Silves para Faro. Passou por várias fases de obras até ao século XVIII. Foi instalado para servir como a residência oficial do bispo, tendo sido provavelmente encomendado por D. Afonso de Castelo Branco. Em 1598 a cidade de Faro foi atacada pelas forças do corsário Robert Devereux, tendo sido roubada da biblioteca do paço uma Bíblia judaica, conhecida como Pentateuco, e que terá sido o primeiro livro a ser impresso em Portugal. Foi preservada no museu de Oxford, no Reino Unido, tendo em 2013 sido feito um pedido oficial para a sua restituição. Após o Sismo de 1755, passou por trabalhos de reconstrução e expansão, ficando a ocupar o quarteirão inteiro. Voltou a ser alvo de obras no século XX.
Entre 2004 e 2005 foi alvo de obras de restauro por parte do Instituto Português do Património Arquitectónico. Nos princípios da década de 2020 encerrou devido à Pandemia de Covid-19, tendo reaberto em 2022.

## Leitura recomendada
- LAMEIRA, Francisco I. C.; RAMOS, Hélio (2001). Faro: Edificações Notáveis 2.ª ed. Faro: Câmara Municipal de Faro. p. 89